# Creal Springs, Illinois
Creal Springs là một thành phố thuộc quận Williamson, tiểu bang Illinois, Hoa Kỳ. Năm 2010, dân số của thành phố này là 543 người.

## Dân số
Dân số qua các năm:
- Năm 2000: 702 người.
- Năm 2010: 543 người.